# Bad Kötzting
Bad Kötzting er en kurby i Landkreis Cham i Regierungsbezirk Oberpfalz i den østlige del af den tyske delstat Bayern, med godt 7.300 indbyggere. Byen ligger ved foden af Kaitersbergs nordlige side, i den nordlige del af Böhmerwald (Bayerischer Wald).